# Eucereon clementsi
Eucereon clementsi là một loài bướm đêm thuộc phân họ Arctiinae, họ Erebidae.